# Megabazus
Megabazus – perski generał w czasach Dariusza I. Znany głównie dzięki greckiemu historykowi Herodotowi. Dariusz miał wielkie uznanie dla zdolności Megabazusa. Według Herodota kiedy król jadł owoc granatu jego brat Artabanus zapytał go czego chciałby mieć tak wiele jak nasion w owocu granatu. Dariusz miał mu na to odrzec, iż wolałby mieć pod sobą tyluż Megabazusów niż być panem całej Grecji.
W trakcie swojej wyprawy przeciwko Scytom Dariusz zostawił całą armię europejską, w sile osiemdziesięciu tysięcy ludzi, pod dowództwem Megabazusa. Generał podbił w tym czasie Trację, która na kilkadziesiąt lat stała się perską satrapią o nazwie Skudra. W trakcie swojego pobytu w Bizancjum określił on mianem ślepców mieszkańców przeciwległego Chalkedonu, którzy mając do wyboru oba brzegi cieśniny Bosfor osiedlili się po jej stronie Azjatyckiej. Generał był wykonawcą rozkazu królewsiego aby przesiedlić mieszkańców Trackiej Peonii (okolice górnego biegu rzeki Strymon w zachodniej Bułgarii) w głąb królestwa Persji. Następnie Megabazus zawarł traktat z królestwem Macedonii czyniąc je protektoratem Persji. Megabazus znany był z nieufności do zausznika królewskiego Histiajosa (byłego tyrana Miletu). Generał doradził Dariuszowi aby ten wysłał Greka do Suzy aby mieć go pod kontrolą. Podejrzenia Megabazusa okazały się słuszne. Pomimo swojego zesłania Histiajos zdołał doprowadzić do wybuchu powstania jońskiego, na którego czele sam później stanął. Następcą Megabazusa na stanowisku dowódcy w Europie został Otanes.